# Antonius Raab

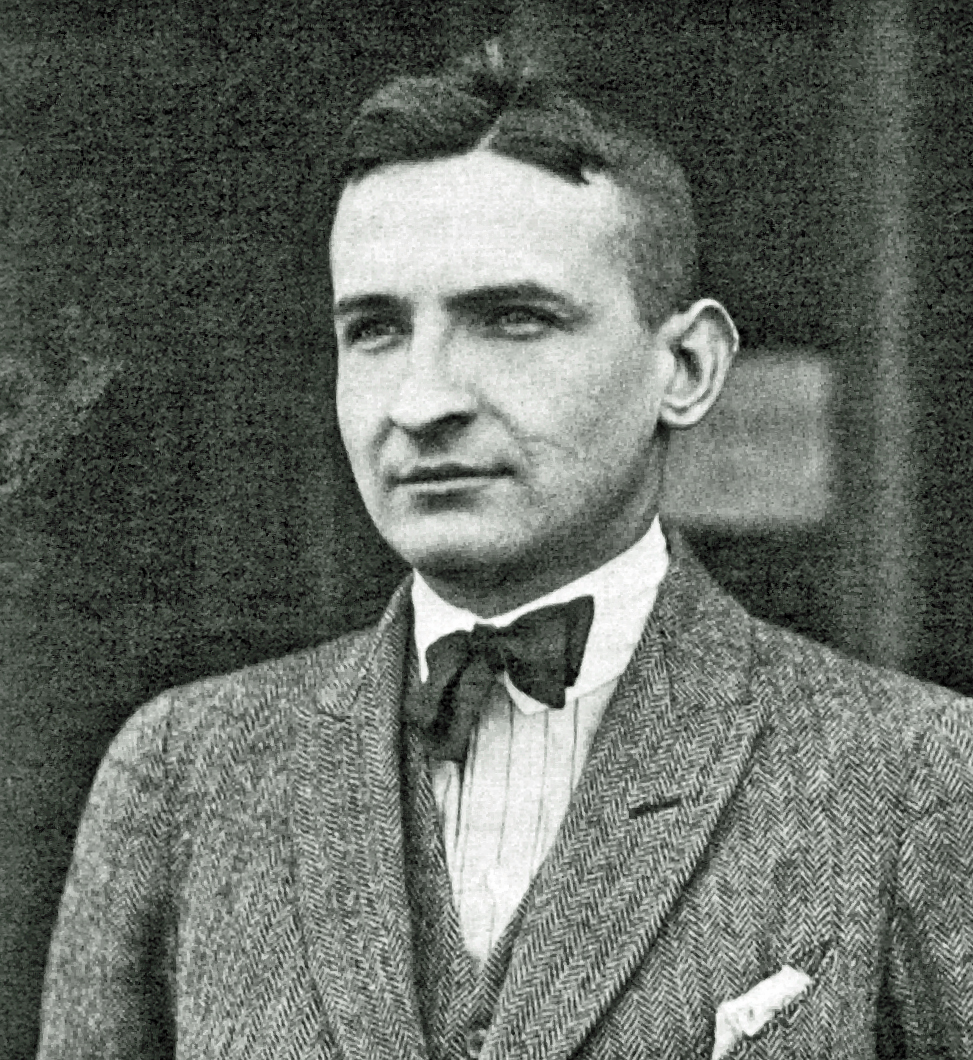
Antonius Raab, 1921

Antonius Raab (* 30. April 1897 in Neuss; † 13. März 1985 in Genua) war ein deutscher Pilot, Flugzeugbauer und Unternehmer.

## Jugend und Erster Weltkrieg
Antonius Raab wuchs in Rösrath bei Köln in der Nähe des Flugplatzes Wahner Heide auf, aus dem später der Flughafen Köln/Bonn entstand. Während des Ersten Weltkriegs erlebte er die ständigen Starts und Landungen von Flugzeugen, was bei ihm den Wunsch weckte, selbst Pilot zu werden. Im Jahr 1914 meldete er sich im Alter von 17 Jahren freiwillig als Soldat. Anfang 1918 wurde er bei den Luftstreitkräften als Infanterieflieger ausgebildet und bei der 4. Armee zur Aufklärung der feindlichen Artilleriestellungen und Schützengräben eingesetzt. Kurz vor Kriegsende wurde er auf die Jagdfliegerschule nach Valenciennes versetzt, deren Leiter der spätere Generalinspekteur der NS-Luftwaffe Erhard Milch war.

## Weimarer Republik

### Verkehrspilot
Nach dem Krieg wurde Raab einer von zehn Piloten der Deutschen Luft-Reederei, zunächst auf dem Flugplatz Johannisthal bei Berlin, ab 1922 auf dem Gelände der ehemaligen Zeppelinwerke in Berlin-Staaken. Er war vorrangig für die Luftpoststrecken zuständig. Er war als Fluglehrer tätig und unterrichtete u. a. eine Gruppe Chinesen, darunter den späteren Premierminister Zhou Enlai. Zudem wurden die Flugzeuge für Filmaufnahmen und andere Aktionen wie Werbeflüge gechartert. Da der Flugverkehr im Winter weitgehend ruhte, studierte er nebenher ab 1920 in Berlin Jura. Während seines Studiums wurde er Mitglied der Wehrschaft Neo-Suevia Berlin.
Anfang September 1921 täuschte Raab gemeinsam mit einem Passagier, dem US-amerikanischen Journalisten Siegfried Dunbar Weyer, im Park von Schloss Saabor bei Grünberg in Schlesien eine Notlandung vor. Mit diesem Täuschungsmanöver wollte Weyer –  er war Korrespondent des International News Service – herausfinden, ob die Gerüchte, dass sich der abgedankte Kaiser Wilhelm II. mit der Schlossherrin Hermine Prinzessin Reuß vermählen wolle, stimmten. Hermine Reuß bat die beiden Männer wie erhofft ins Haus, wo Weyer ein Foto von Wilhelm II. auf dem Klavier entdeckte. Er fühlte sich in seinem Verdacht bestätigt und publizierte die Meldung, dass das Paar seine Hochzeit plane. Diese Pressemeldung soll den ehemaligen Kaiser in Zugzwang gebracht haben, der sich daraufhin vier Wochen später mit Prinzessin Reuß verlobte. S. Dunbar Weyer nahm sich im April 1927 das Leben, indem er sich in einem Abteil des Zuges von Bremen nach Berlin erschoss. In einem Abschiedsbrief gab er als Grund für seinen Selbstmord einen Nervenzusammenbruch an, nachdem er sieben Jahre lang keinen Urlaub gemacht habe.
Im selben Jahr wurde Raab für die Strecke Königsberg–Moskau zur Deruluft versetzt.

### Fluglehrer
Im Jahr 1923 wechselte Raab zum Breslauer Stahlwerk Mark, das Sportflugzeuge herstellte und eine Flugschule betrieb, knüpfte seine Einstellung jedoch an die Bedingung, keine Flieger für das Militär auszubilden. Bei der Leipziger Messe 1923 machte er einen vielbeachteten Werbeflug für Odol.
Reichspräsident Friedrich Ebert plante, Antonius Raab, der Mitglied der SPD war und als einer der besten Kunstflieger seiner Zeit galt, mit dem Aufbau des deutschen Sportflugwesens zu beauftragen. Nach dem Friedensvertrag von Versailles war es Deutschland verboten, Flugzeuge zu militärischen Zwecken zu entwickeln und nun sorgte man sich um die fliegerische Zukunft Deutschlands:

„Der Reichspräsident befürchtete, daß die Siegermächte ihre Flugzeugkonstruktionen weiter und weiter entwickeln könnten, zum Teil sogar unter ungehinderter Ausbeutung deutscher Patente und daß sie in der Sportfliegerei einen solchen Vorsprung erringen könnten, der nie mehr aufzuholen wäre, sowohl was die Verkehrsflugzeuge als auch was die künftigen Piloten anbelangte.“

Raab versprach Ebert, dieses Vorhaben durch eine spektakuläre Aktion zu unterstützen, wozu er am 8. Juli 1923 morgens um 5 Uhr mit einem Rieseler Sportflugzeug R III/22 in Berlin auf der Straße Unter den Linden landete und für viel Aufmerksamkeit und Werbung sorgte. Als Raab jedoch anlässlich einer Trauerfeier für Manfred von Richthofen herausfand, dass die große Mehrzahl seiner Flugschüler verbotenerweise Offiziere der Reichswehr waren, fühlte er sich hintergangen und kündigte bei Mark.
Im Jahr 1924 ging Raab als Chefpilot zur Dietrich-Gobiet Flugzeugbau AG und absolvierte zahlreiche Reklame-Flüge sowie Kunstflugvorführungen. Sein Kunstflugschüler Kurt Katzenstein und er gewannen zahlreiche Kunstflugwettbewerbe, u. a. 1925 in Prag und in München. Trotzdem ging die Firma im Jahr 1925 in Konkurs. In seinen Memoiren schreibt Raab, der Mitinhaber Dietrich habe 1925 „seine Sympathien für die Nazi-Partei entdeckt“ und versucht, die nicht „rein arischen“ Kurt Katzenstein und Gobiet (seinen Kompagnon), die ihm Geld und Ruhm eingebracht hätten, auszubooten. Dietrich selbst habe 1942 in seinem Buch Im Flug über ein halbes Jahrhundert geschrieben, dass „die Juden“ sein Unternehmen zerstört hätten. Zu Raabs Flugschülern gehörte auch der später in Japan tätige Industrielle Willy Rudolf Foerster. Dieser hatte in Tokio die Vertretung der AEKKEA-RAAB übernommen. U. a. auf Veranlassung des Luftattachés Wolfgang von Gronau wurde er jedoch durch die Gestapo zur Aufgabe seiner Geschäftsbeziehungen gezwungen.

### Unternehmer
Noch im selben Jahr gründeten Raab, Katzenstein und Gobiet die Raab-Katzenstein-Flugzeugwerke GmbH (RaKa) in Kassel und übernahmen zahlreiche Mitarbeiter der Dietrich-Gobiet-Flugzeugbau. Die RaKa, „wo es keine ‚Rassenvorurteile‘ gab“, leistete Pionierarbeit in vielen Bereichen, so entwickelte sie entscheidend den Schleppflug für Gleitflugzeuge. Die dort gebauten Motor-Flugzeuge trugen Vogelnamen wie „Schwalbe“, „Pelikan“, „Kranich“ und „Grasmücke“, das von der Firma produzierte Segelflugzeug hieß „Schmetterling“. Die Nationalsozialisten hätten das Patent der RaKa am Schleppflug in ihrer Propaganda später dem politisch genehmeren Gerhard Fieseler, der Anteilseigner von RaKa gewesen war, zugeschrieben, so Raab. Raab berichtet in seinen Memoiren zudem, dass man bei RaKa schon 1926 die Mitarbeiterbeteiligung sowie die Mitbestimmung eingeführt habe.
Trotz erfolgreicher Geschäfte, darunter Exporte in alle Welt, ging RaKa im Jahr 1930 in Konkurs, nachdem ihr im Zuge der Pleite der Hausbank von anderen Banken die Kredite gekündigt worden waren. Mit einem allerletzten Schritt war sogar noch ein Firmenumzug auf den Flughafen Krefeld-Bockum unternommen worden, der von der Stadt Krefeld finanziell unterstützt wurde. Der Stadt wurden dafür von Raab Flugzeuge als Sicherheit übereignet, die schon gar nicht mehr im Besitz der Firma waren. Schließlich musste sich Raab vom 7. bis 11. November 1932 in Krefeld wegen einer Reihe von Straftatbeständen vor Gericht verantworten und wurde wegen Konkursvergehens, Unterschlagung, Betrug und Untreue zu zehn Monaten Haft verurteilt. Wegen Fluchtgefahr wurde er sofort inhaftiert und am 17. Januar 1933 unter Aussetzung der Strafe bedingt entlassen.
Raab vermutete, die Reichswehr hätte an dieser Entwicklung „kräftig gedreht“, da die RaKa ein „nicht genehmer“ Betrieb gewesen sei, der sich geweigert habe, sich an der militärischen Wiederaufrüstung (vgl. Aufrüstung der Wehrmacht) zu beteiligen. Schon in den Jahren zuvor war die RaKa laut Aussagen von Raab Schikanen der Reichswehr ausgesetzt gewesen, da das Unternehmen sich nicht nur nicht an der Wiederaufrüstung beteiligen wollte, sondern Verstöße gegen den Friedensvertrag von Versailles angezeigt habe. Im März 1929 veröffentlichte der Journalist Walter Kreiser in der Zeitschrift Die Weltbühne von Carl von Ossietzky in einem Artikel Einzelheiten über die geheime Rüstung, zu dem er Material u. a. von Raab erhalten habe. Ossietzky und Kreiser wurden Ende 1931 wegen Verrats militärischer Geheimnisse im sogenannten Weltbühne-Prozess zu 18 Monaten Gefängnis verurteilt.
Raab wurde in der Folge mehrfach aufgrund absurder Beschuldigungen verhaftet. Während einer dieser Gefängnisaufenthalte wurde er von einem SA-Mann derart stark geohrfeigt, dass er fortan unter einer Störung des Gleichgewichtssinns litt, was ihn in späteren Jahren die Pilotenlizenz kostete.

## Zeit des Nationalsozialismus
Nach der Machtergreifung der Nationalsozialisten wurde Raabs neues Unternehmen – die „Raab Flugzeugbau Gesellschaft“ mit rund zehn Mitarbeitern in Berlin – von der SA besetzt; ein Angestellter, der sich dem entgegenstellte, wurde verhaftet. Aus der Firma entwickelte sich später laut Raab die erste SA-Fliegerstaffel.
Im April 1933 wurde Raabs Schwiegervater aus erster Ehe, Hermann Kalkoff, von SA-Leuten zu Tode geprügelt. Er hatte Hermann Göring Jahre zuvor Geld geliehen und Ende 1932 den vergeblichen Versuch gemacht, Göring pfänden zu lassen.

## Flucht
Antonius Raab flüchtete daraufhin nach Estland, wo er den Bau von Flugzeugen überwachte; als das NS-Regime seine Auslieferung forderte, nach Lettland, von dort nach Litauen und schließlich nach Griechenland. Dort gründete er 1935 eine neue Firma, die A. G. Flugzeugbau Raab (AEKKEA) in Athen, die außer Flugzeugen auch Feuerlöschgeräte, Motorrad-Beiwagen und andere technische Geräte herstellte. Im selben Jahr wurde er vom Negus Haile Selassie engagiert, um dessen Flotte von 20 Flugzeugen für den Italienisch-Äthiopischen Krieg instand zu setzen, doch bevor Raab in Abessinien eintraf, befand sich der Negus schon auf der Flucht.
Im Jahr 1936 entwickelte die AEKKEA-Raab zwei neue Typen, die „Tigerschwalbe 33“ und die „AEKKEA-Raab R29“, zum Einsatz im Spanischen Bürgerkrieg gegen die Streitkräfte von General Franco. Die Teile wurden in Athen hergestellt und nach Spanien verschifft, um dort in Sabadell montiert zu werden. Kurz vor der Fertigstellung wurden die Flugzeuge von sowjetischen „Beratern“ der Republik Spanien beschlagnahmt, Raab und seine Mitarbeiter misshandelt, inhaftiert und beschuldigt, Spione Hitler-Deutschlands zu sein. Über ein Jahr lang wurde er in verschiedenen Klöstern gefangen gehalten. Während eines Einsatzes zur Anlage von Schützengräben gelang ihm mit zwei Mitgefangenen die Flucht nach Frankreich, um von dort nach Griechenland zurückzukehren.
1938 wurde Antonius Raab von Deutschland ausgebürgert. Seine Familie und seine Firma in Athen wurden jedoch nach den Angaben in seinen Memoiren weiter verfolgt und bespitzelt. Seine in der griechischen Provinz untergebrachte Tochter Gisela geriet bei der Besetzung Griechenlands durch die Wehrmacht in die Gewalt der deutschen Behörden und wurde nach Deutschland gebracht.
Während der Besatzung Griechenlands im Zweiten Weltkrieg wurden Raab und seine Ehefrau erneut verhaftet, aber wieder freigelassen. Im April 1941 gelang ihnen die Ausreise per Schiff nach Ägypten. In Kairo begann Raab mit einer Produktion von Feuerlöschern und betätigte sich als Fluglehrer. Zudem verfasste er im Auftrag von Randolph Churchill für britische Zeitungen in Ägypten gegen Hitler gerichtete Artikel und drehte einen Film, um die meist Hitler-freundlichen Ägypter für die Alliierten zu gewinnen.
Im Dezember 1941, als sich die Streitkräfte von Feldmarschall Erwin Rommel Kairo näherten, wurde Raab gemeinsam mit seiner Frau und mehreren hundert anderen Flüchtlingen von den Briten per Schiff nach Indien gebracht. Dort gründete er eine Fluggesellschaft, wurde jedoch, obwohl er als Deutscher ausgebürgert war, von dem dortigen britischen Sicherheitsdienst zunächst als feindlicher Ausländer interniert, dann jedoch zum technischen Berater bestimmt. Er gründete eine Handwerksschule sowie eine Segelflugwerkstätte.

## Nach dem Zweiten Weltkrieg
Nach der Unabhängigkeit Indiens 1947 gründete Antonius Raab mit der Unterstützung von Jawaharlal Nehru die erste indische Flugzeugfabrik. Auf Betreiben der weiterhin in Indien engagierten Briten musste er das Land jedoch verlassen und erhielt wie alle anderen ehemaligen „feindlichen Ausländer“ ein fünfjähriges Einreiseverbot. Ein Versuch des Maharajas von Baroda, Raab und seine Frau zu Bürgern seines Landes zu erklären, schlug fehl.
Am 1. Januar 1949 trafen die Raabs in Genua ein. In Turin gründete Antonius Raab den „Industrial & Technical Advisory Service“ für den Export italienischer Waren nach Indien und Pakistan. Seine Versuche, erneut einen deutschen Pass zu erhalten, stellte er ein, „denn es war mir klar, daß im Auswärtigen Amt eine Art Drittes Reich in zweiter Auflage das Regiment übernommen hatte“. Seine Ausbürgerung war seinerzeit von Hans Globke unterschrieben worden, der nun unter Konrad Adenauer Staatssekretär war. Er verklagte die Bundesrepublik Deutschland auf Wiedergutmachung, da u. a. im April 1933 ein Mordversuch auf ihn ausgeführt worden sei, indem man sein Flugzeug sabotierte, das NS-Regime ihn mit Auslieferungsverfahren von Land zu Land verfolgt und es mehrfache Entführungs- sowie weitere Mordversuche im Ausland gegeben habe. Er machte zudem die Beschlagnahme seiner Berliner Firma, seines Privateigentums sowie von Bauplänen seiner Flugzeuge geltend. Seine Klagen blieben weitgehend ohne Erfolg. 
Als sein letztes Luftfahrtunternehmen gründete Antonius Raab in Köln im Jahr 1958 die Raab Flugzeugbau GmbH, das 1959 in Karlsruhe mit dem Lizenzbau italienischer Sportflugzeuge begann, aber noch im gleichen Jahr Insolvenz anmelden musste. 
Bis zu seinem Tode lebte Raab in Italien.

## Ehrungen
Die Stadt Kassel benannte im Industriegebiet auf dem Gelände des ehemaligen Flugplatzes Kassel-Waldau eine Straße nach ihm.